# Faïence de Nevers
La faïence de Nevers est une production céramique de cette ville, qui connaît un fort développement à partir de la fin du XVIe siècle, lorsque Louis Gonzague, duc de Nevers, fait venir des verriers de Ligurie, qui feront à leur tour venir des faïenciers italiens et financeront leur installation. Leur réputation et leur réussite deviendront telles, que Nevers s'affirmera au XVIIe siècle comme capitale française de la faïence. Aux XVIIe et XVIIIe siècles, la faïence de Nevers est à son apogée. Concurrencée par la terre de pipe anglaise et par la porcelaine, elle connaît ensuite un déclin progressif avant d'être relancée à la fin du XIXe siècle.
La faïence de Nevers est dite "stannifère", car son revêtement vitrifié est opacifié grâce à l'oxyde d'étain. L'une de ses caractéristiques est un décor dit "au grand feu", vitrifié en même temps que l'émail du support. Si les premières pièces décorées, très minoritaires par rapport aux pièces blanches, sont réalisées dans les styles italien, istoriato et a compendiario, les décors évoluent au cours du XVIIe siècle, empruntant non seulement à la tradition française de la pastorale, mais aussi à l'iconographie  chinoise. Au XVIIIe siècle, le nombre de manufactures augmente pour atteindre la douzaine après 1755, avec une diffusion mondiale. L'une des spécialités de ce centre prolifique est la production de pièces patronymiques puis, sous la Révolution française, de faïences patriotiques.

## Historique

### Origines
La France connaît la faïence stannifère depuis le début du XIIIe siècle. Pendant la première moitié du XVIe siècle, à la suite des guerres d'Italie et sous l'influence de céramistes venus de ce pays, la faïence se développe en France sous la forme d'un artisanat de luxe, notamment pour la réalisation de pavements. Cependant ces réalisations gardent un statut d'exception et ne conduisent pas à une production suivie et à un artisanat pérenne. Cet artisanat se pérennise au cours de la seconde moitié du XVIe siècle, à Lyon et dans des villes du sud-est de la France comme Nîmes, Montpellier ou Avignon.
La matière première, argile plastique, marne calcaire et sable, se trouve sur place. Le bois de la proche région permet de chauffer les fours. La Loire et le canal de Briare, ouvert en 1642, permettent d'acheminer et de diffuser la production dans tout le Royaume et au-delà.

### XVIIeetXVIIIesiècles
Augustin Conrade et ses neveux (on a longtemps cru qu'il s'agissait de ses frères) s'associent à d'autres artisans italiens, comme Jules Gambin et Pierre Perthuis, et ouvrent plusieurs faïenceries. Le soi-disant "monopole de trente ans" obtenu en 1603 est une légende sans fondement. À son apogée, l'activité faïencière occupa plus de 500 personnes. Si la première période de la faïence de Nevers est artisanale, la fabrication s'industrialise à partir du milieu du XVIIe siècle, et au XVIIIe, le nombre de manufactures augmente pour atteindre la douzaine après 1755, avec une diffusion mondiale, en même temps que le style des faïences évolue,. 

### XIXesiècle
La faïence de Nevers connaît un déclin progressif au XIXe siècle en raison d'une double concurrence apparue à la fin du siècle précédent. D'une part, le traité commercial de 1786 avec l'Angleterre ouvre la France aux importations de terre de pipe anglaise dite "faïence fine" . La faïence de Nevers fait alors face à la production anglaise plus légère et moins cher,. D'autre part la production de porcelaine se développe en Europe à partir de la fin du XVIIIe siècle, en particulier en France à Sèvres et à Limoges, et vient concurrencer les faïenceries,. Les faïenceries de Nevers ferment l'une après l'autre, au point qu'en 1881 seule subsiste la manufacture du Bout du monde. En 1863 paraît le livre de du Louis Broc de Segange "La faïence, les faïenciers et les émailleurs de Nevers", qui relance l'intérêt pour les productions anciennes. En 1881 Charles-Pierre Fieffé est nommé conservateur du Musée de la faïence et des Beaux Arts de Nevers. Dès sa prise de fonction il fait ouvrir une salle spéciale pour les faïences patriotiques. Les collections passeront de 21 à 230 pièces. En 1885, la publication des Faïences patriotiques nivernaises couronne son travail de conservateur. Co-écrit avec Adolphe Bouveault et préfacé par Champfleury, l'ouvrage fait l' objet de comptes rendus élogieux dans les revues d'art parisiennes, comme Gil Blas ou Le Figaro qui le reconnait comme «une autorité en la matière».

### XXeetXXIesiècles
La production de faïence à Nevers est relancée à la fin du XIXe siècle par Antoine Montagnon qui a racheté la manufacture du Bout du monde. La faïencerie Montagnon, qui emploie une cinquantaine d'ouvriers au début du XXe siècle, essaime, et de nouvelles faïenceries sont ouvertes à Nevers. La dynastie Montagnon, Antoine, Gabriel, Jean puis Gérard, œuvre jusqu'en 2015. 
Si au début du XXIe siècle, six faïenceries, employant une trentaine de personnes, étaient encore en activité à Nevers,, seuls deux ateliers subsistent en 2017.

## Caractères stylistiques
L'émail a un éclat bleuté au XVIIe siècle et blanc pur au XVIIIe siècle. Les coloris de base utilisés sont obtenus à l'aide d'oxydes métalliques au nombre de quatre : bleu de cobalt, violet-brun de manganèse, vert de cuivre, jaune d'antimoine, parfois augmentées d'un rouge de fer, contrairement à ce que l'on dit trop souvent, utilisé à partir des années 1735.

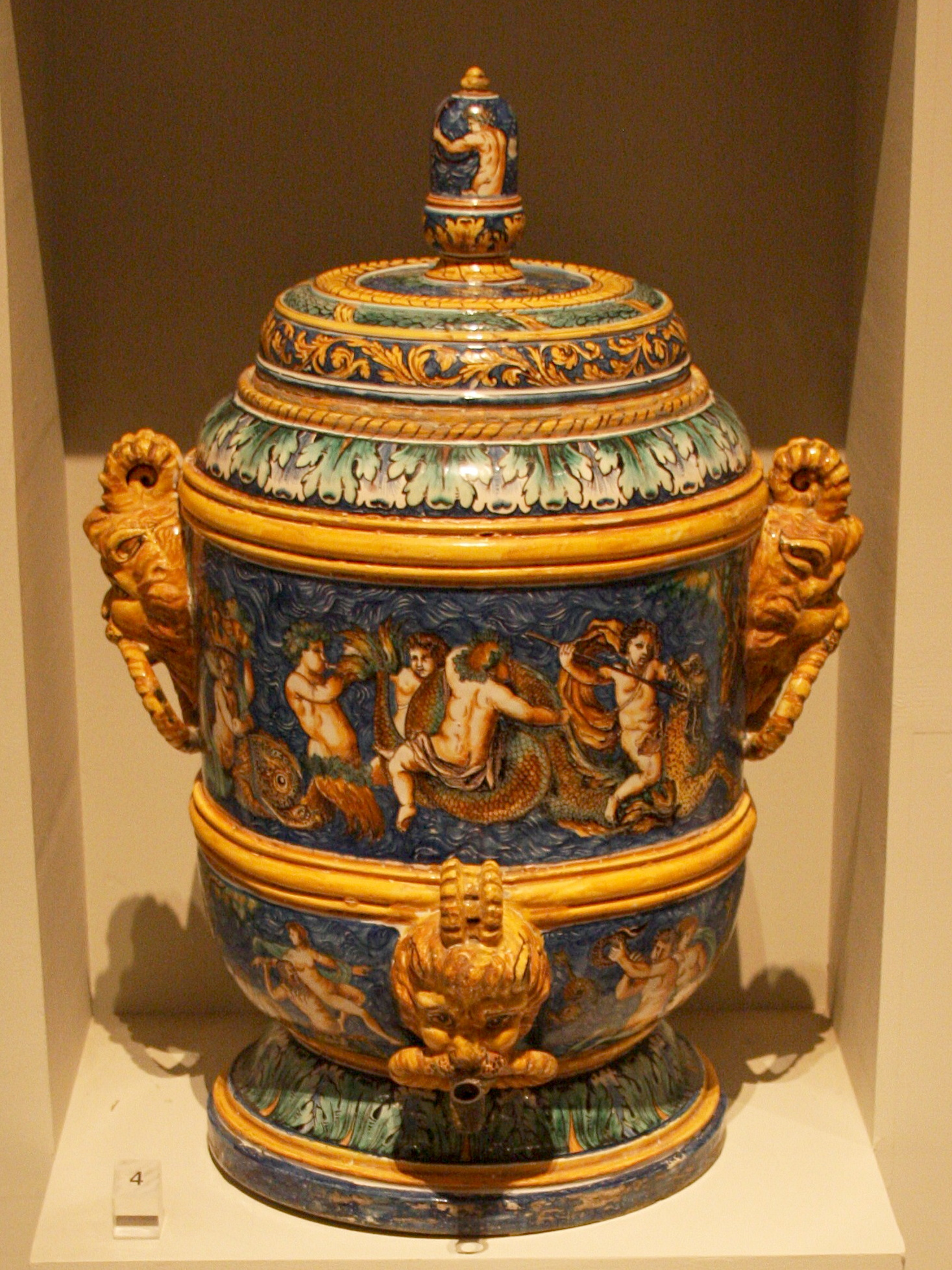
Fontaine, vers 1600 (musée national des beaux-arts, Stockholm).

Par leurs créations originales, les faïenciers de Nevers vont influencer au XVIIe siècle l'ensemble de la production française de faïence en apportant un style nouveau de décors qui sera repris dans tout le pays.

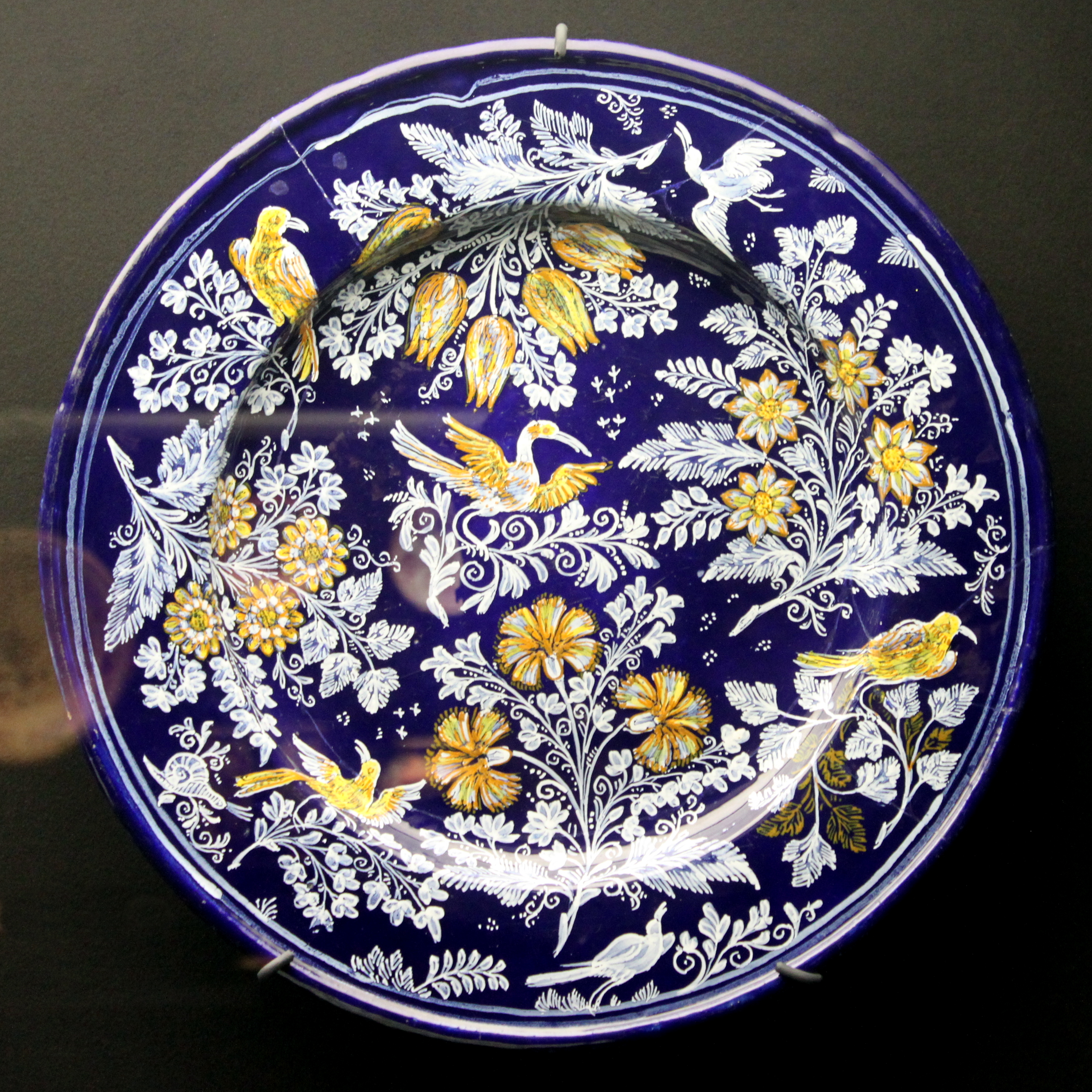
Plat à décor persan, 1670-1680.

Outre les décors polychromes dans les styles italiens dits "istoriati" et "a compendiario", les faïenciers de Nevers développent les camaïeux, et en particulier les fonds d'un bleu profond alors nommé "violet", teintés dans la masse, sur lesquels sont appliqués les dessins de fleurs ou d'oiseaux d'inspiration moyen-orientale . 
Ils sont plus rarement réalisés avec un fond vert ou jaune-orangé ou encore avec un décor vert de cuivre sur fond blanc. Ces décors abusivement qualifiés de "persans" créés à partir de 1650 (et non pas de 1630) sont surtout destinés à l'aristocratie.
Dans les années 1640 apparaissent des décors pastoraux, à la suite notamment du succès de L'Astrée d'Honoré d'Urfé, inspirée de l'Aminte de l'Italien Torquato Tasso ,. Les faïenciers de Nevers produisent également des scènes de chasse d'après le graveur italien Tempesta, des scènes de la vie quotidienne baptisées "franco-françaises" ou des paysages occidentaux. Le décor nivernais fait de divers dessins en bleu sur fond blanc apparaît un peu avant 1650.

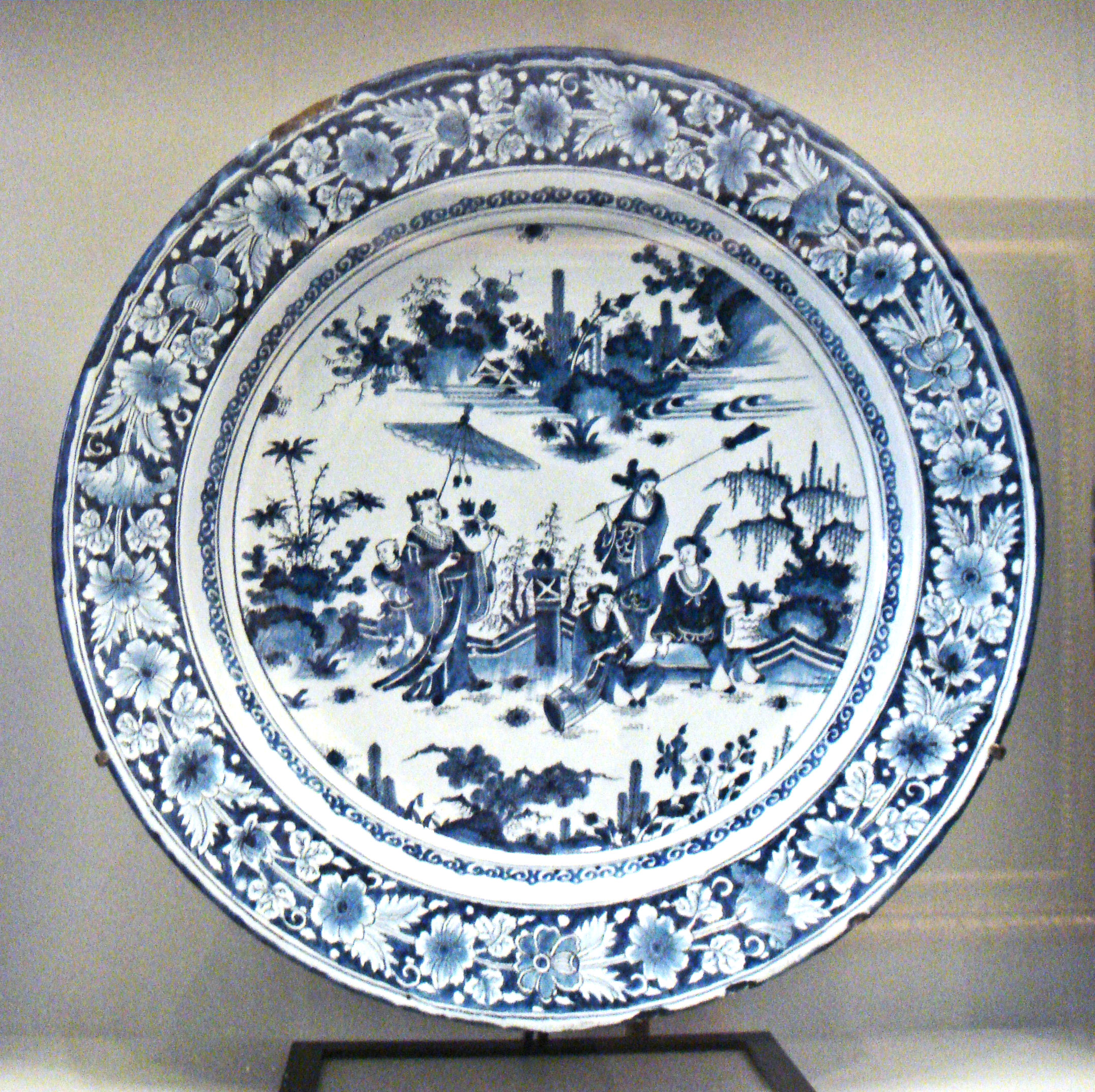
Plat au décor chinois bleu et blanc, fin XVIIe siècle.

Alors qu'au XVIIe siècle se développe le commerce avec la Chine, dans le dernier tiers du siècle les formes et les motifs chinois renouvellent la faïence de Nevers. Les faïenciers imitent, d'abord plus ou moins fidèlement, les porcelaines Ming bleues et blanches rapportées par les commerçants des Pays-Bas, avant de s'approprier les décors d'inspiration chinoise. Le décor chinois, essentiellement en bleu sur fond blanc, est produit comme à Delft de 1660 jusque vers 1720. 

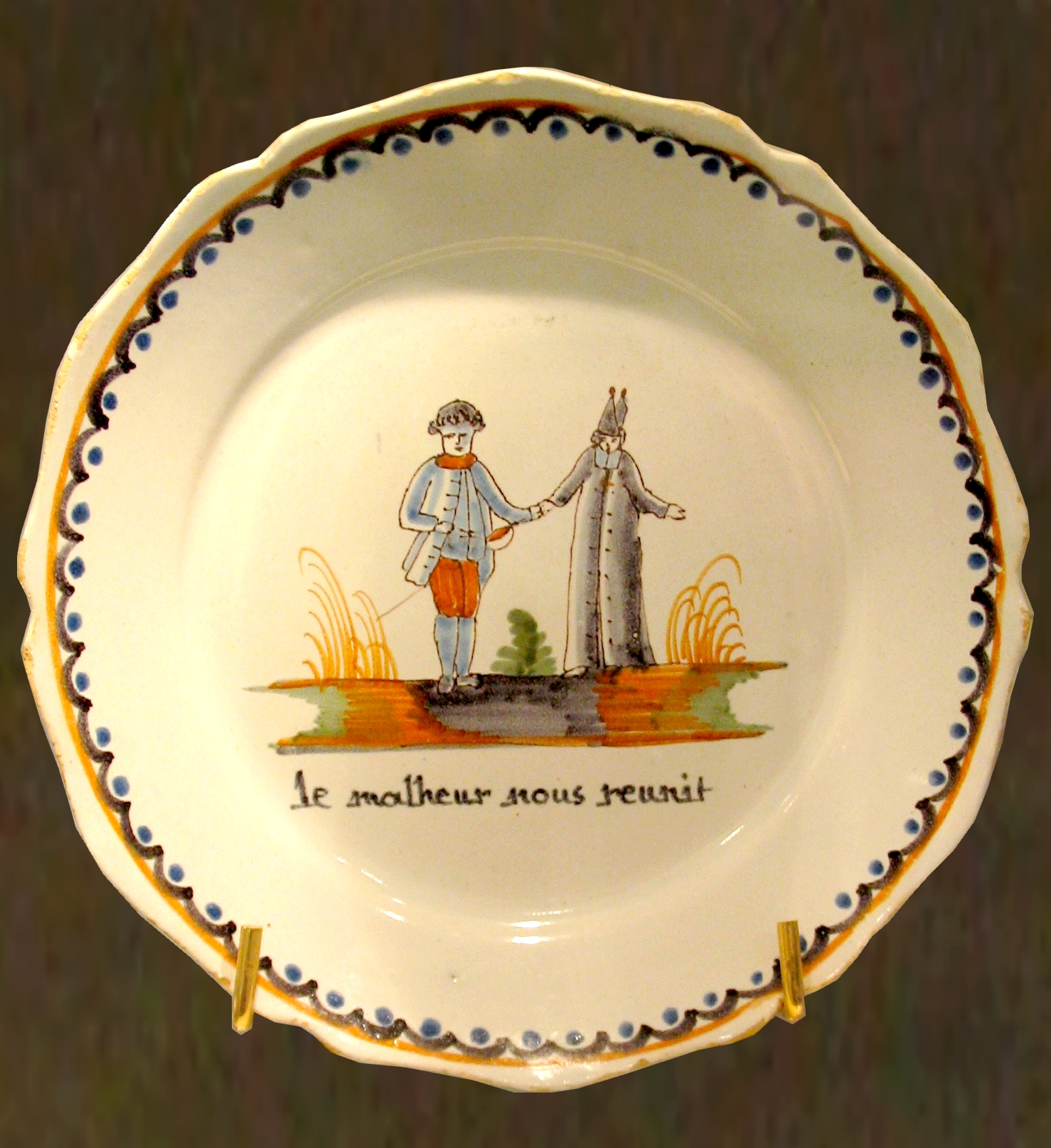
Assiette en faïence de Nevers à décor révolutionnaire, 1791, représentant un noble et un ecclésiastique. Musée Lambinet, Versailles.

## Les faïenceries
La plupart des faïenciers de Nevers se sont installés rue de la Tartre (aujourd'hui rue du 14 Juillet). Plusieurs dynasties de faïenciers ont marqué Nevers, c'est le cas des Conrade, des Bourcier, des Bigourat, Seguin, des Enfert, des Perronny et des Custode XVIIe et XVIIIe siècles ou des Montagnon à la fin du XIXe siècle et au XXe siècle.
Les Conrade (Conrado) sont venus de Ligurie Province de Gênes. Augustin fut le premier et a été notamment rejoint par ses neveux Baptiste et Dominique.
Les Bourcier, venus de la Charité sur Loire, connurent quatre générations. Barthélémy Bourcier (mort en 1676) fut émailleur de la reine Marie de Médicis de 1626 à 1631 et son fils Jean fut peintre. Barthélémy Bourcier fut un grand artiste en contact avec Abaquesne, le grand maître rouennais, ainsi que des disciples directs de Bernard Palissy. Il fut peut-être l'objet d'une cabale et de l'inimitié de Richelieu. Il fut chassé de la Cour en 1632 et revint alors en Nivernais.
Les Seguin, parents des Bourcier, du XVIIe au XVIIIe siècle, donnèrent plusieurs maîtres faïenciers dont Jean (mort en 1680) et Guillaume (mort en 1714).
Les Custode, dont Pierre, sont d'origine italienne. Pierre Custode achète en 1637 la fabrique de l'Autruche, fondée en 1630 par Pierre Blanchet, il s'associe avec Esme Godin et la maison Custode durera jusqu'en 1795 environ.
La manufacture du Bout du monde, fondée en 1648, est la faïencerie qui perdurera le plus longtemps, jusqu'en 2015. Elle aura connu 25 dirigeants en 367 années d'existence. Parmi ces dirigeants, quatre générations de Montagnon, famille qui a racheté la manufacture à Henri Signoret qui en fut propriétaire de 1853 à 1875. C'est Henri Signoret qui, le premier, signa sa production d'un nœud vert qui fut par la suite adopté par ses concurrents.
La faïencerie Georges trouve son origine en 1898 lorsque les frères Marest ouvrent leur atelier. Leur atelier est repris par Félicien Cottard en 1908, il invente la signature au double nœud vert qui restera la marque de la maison. Ouvrier de Félicien Cottard, Émile Georges prend sa succession en 1926. Puis c'est son épouse Marguerite et son fils André qui lui succèdent, suivis en 1991 de Jean-Pierre et Catherine Georges et, à partir de 2010, de Carole Georges et Jean-François Dumont.
Notons qu'après avoir effectué son apprentissage chez Emile et son épouse Marguerite Georges, Gisèle Schadeck épouse Bachelier maitre faïencier a géré la faïencerie Georges de 1961 à 1991.      
Alors que six faïenciers étaient encore en activité à Nevers au début du XXIe siècle, seuls deux faïenceries subsistent en 2017 :
- la faïencerie d’art de Nevers (Clair Bernard) ;
- la faïencerie Georges (Jean-François Dumont et Carole Georges).

Christine Girande, qui exerçait son activité rue du 14-Juillet depuis 1991, quitta Nevers en 2004. La faïencerie Montagnon a fermé en 2015 et la Faïence bleue (Laetitia Welch) ferme en 2017 après 21 ans d'activité rue du 14-Juillet.